# سوس جانیبکیان
سوس کارِنی جانیبکیان (ارمنی: Սոս Կարենի Ջանիբեկյան؛ انگلیسی: Sos Kareni Janibekyan زادهٔ ۸ آوریل ۱۹۸۸) نویسنده، تهیه‌کننده و بازیگر ی اهل ارمنستان است. او فعالیت هنری خود را سال ۲۰۰۴ میلادی آغاز کرد. وی از انستیتو دولتی سینما و تئاتر ایروان فارغ‌التحصیل شده‌است.

## گزیده فیلمشناسی
از فیلم و مجموعه‌هایی که وی در آن نقش آفرینی کرده است می‌توان به آثار زیر اشاره کرد.
- شمال-جنوب (۲۰۱۵)
- دومینو (تاکنون-۲۰۱۵)
- مسیر رویایی ما (۲۰۱۷)
- آوازهای سلیمان (۲۰۱۹)
- فول هاوس در نقش میکا
- برای شرف (مجموعه تلویزیونی) (۲۰۲۰)

## نگارخانه

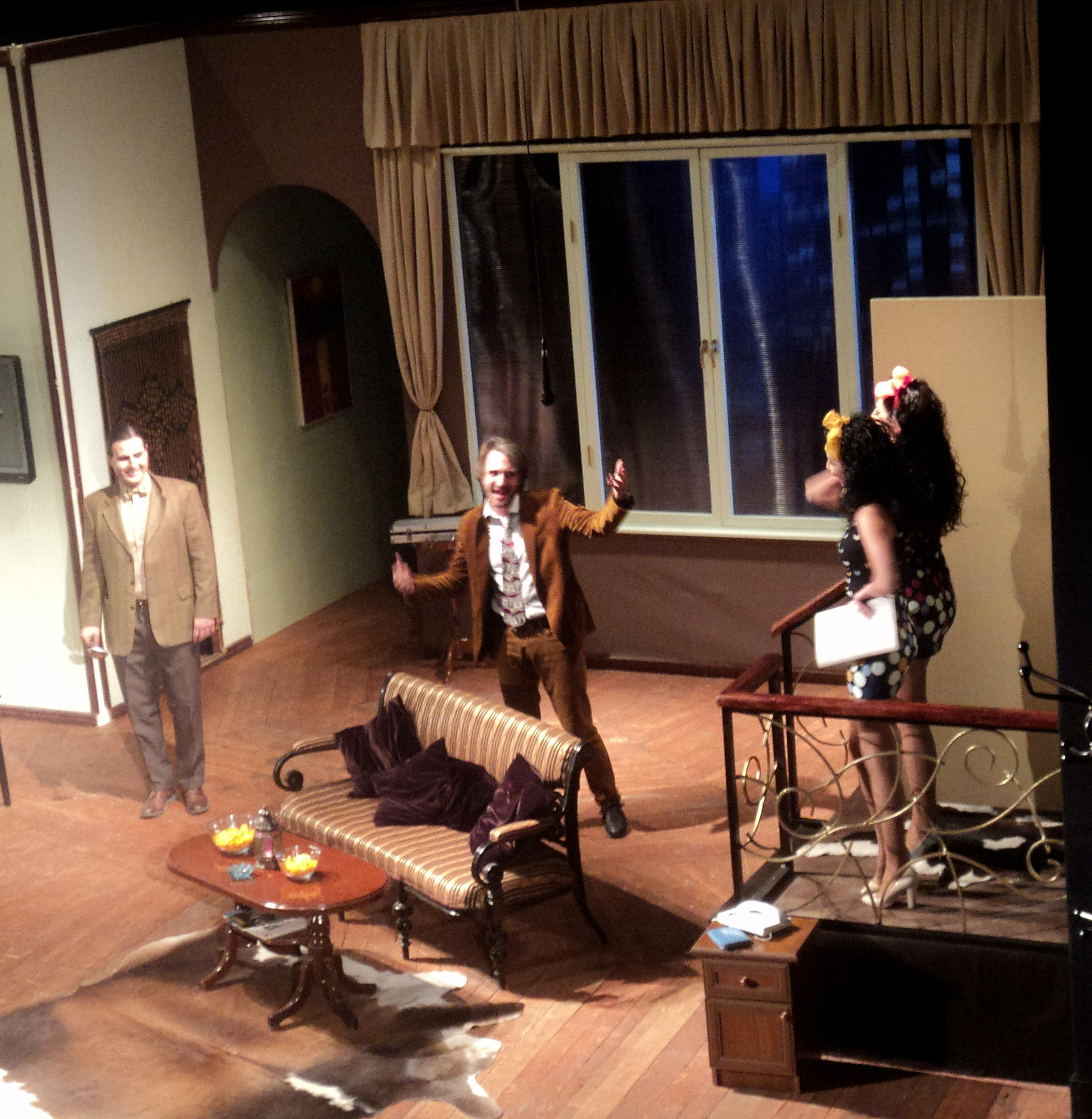